# Jumpei Obata
Jumpei Obata (小幡 純平 Obata Junpei?, nacido el 13 de diciembre de 1988 en Tokio) es un futbolista japonés que se desempeña como centrocampista.

## Trayectoria

### Clubes
| Club            | País  | Año         |
| --------------- | ----- | ----------- |
| Mito HollyHock  | Japón | 2011        |
| FC Ryukyu       | Japón | 2012 - 2015 |
| ReinMeer Aomori | Japón | 2016 -      |

## Estadística de carrera

### J. League
| Club           | Año   | J. League | J. League | Copa J. League | Copa J. League | Total | Total |
| Club           | Año   | Part.     | Goles     | Part.          | Goles          | Part. | Goles |
| -------------- | ----- | --------- | --------- | -------------- | -------------- | ----- | ----- |
| Mito HollyHock | 2011  | 17        | 0         | -              | -              | 17    | 0     |
| FC Ryukyu      | 2014  | 33        | 2         | -              | -              | 33    | 2     |
| FC Ryukyu      | 2015  | 33        | 3         | -              | -              | 33    | 3     |
| Total          | Total | 83        | 5         | 0              | 0              | 83    | 5     |